# Nongnu
Pour les articles homonymes, voir Nongnu (homonymie).
Pour plus de détails, voir Fiche technique et Distribution.
Nongnu appelé en tibétain Shingdren tibétain : ཞིང་བྲན, Wylie : zhing bran, chinois simplifié : 农奴 ; pinyin : Nongnu), et Serfs en anglais, aussi appelé  Jampa, est un film de propagande chinois réalisé par Li Jun en 1963. Nongnu est un mot mandarin signifiant « serf ».
Le scénario a été écrit par l'écrivain chinois Huang Zongjiang. Le film a été tourné dans le studio du 1er août, une société de production qui a appartenu à l'armée populaire de libération chinoise. 
Le film commence par les mots suivants : « C'est une histoire de sang et de larmes de servage. Il s'agit d'un compte rendu de l'histoire de la vie et de l'esclavage de milliers de Tibétains ».

## Scénario
Le film raconte l'histoire d'un jeune orphelin serf, Jampa, dont les parents ont été tués par un propriétaire cruel. Jampa trime comme un « cheval humain » pour le fils du propriétaire, et est tellement affamé qu'il vole les offrandes de pâte de tsampa (tormas) d'un monastère. Il est pris par des moines apparaissant brutaux et battu sans pitié. Les moines lui disent que puisqu'il a volé et mangé des tormas sacrés, il sera muet. Jampa est incapable de parler à partir de là, et subit les tortures de ses maîtres féodaux. Enfin, l'armée populaire de libération marche vers le Tibet. Après quelques scènes de batailles et d'oppression, Jampa est finalement libéré. Jamba libère alors un cri d'angoisse et prononce ses premiers mots : le nom du président Mao!

## Fiche technique
Le film a été tourné en partie en tibétain.
- Réalisation : Li Jun
- Scénario : Huang Zongjiang
- Directeur de la photographie : Wei Linyue
- Société de production : Studio du 1er août
- Pays d'origine :  Chine
- Langues originales : mandarin
- Genre : Propagande
- Durée : 88 minutes

## Distribution
- Wangdui : Jampa (adulte)[6]

## Critiques
Dans Serfs: From Script to Screen, Huang Zongjiang écrit qu'il n'avait qu'une connaissance limitée du Tibet et de son histoire. Il a voyagé trois fois dans la région avant et durant le tournage, et n'y resta que quelques mois. Les renseignements qu'il avait, provenaient en totalité des documents du parti communiste chinois.
Ce film a été projeté dans toute la Chine et au Tibet et les écoliers ont été invités à le voir. Le film a été probablement efficace, en particulier pour le public chinois, en transmettant le message que l'ancien Tibet était « l'enfer sur terre », mais la représentation du peuple tibétain dépeint comme sale et barbare a offensé de nombreux Tibétains, notamment à Lhassa. Les citoyens de la ville ne se réfèrent pas au film par son titre officiel de serf, mais comme Torma Kuma ou Le Voleur de Torma. Le vol d'un objet religieux (même un objet insignifiant comme un gâteau de tsampa) revêt une plus grande importance dans l'esprit des Tibétains que la lutte des classes et les aspects révolutionnaires du film.
Pour Tseten Wangchuk, spécialiste de la politique sino-tibétaines, ce qui est notable à propos de ce film n'est pas simplement qu'il propage une construction négative de l'ancien Tibet, mais que cette construction particulière s'appuie sur des stéréotypes de longue date des Tibétains dans l'imaginaire chinois : les Tibétains sont vus comme sauvages et arriérés. D'une part, un stéréotype qui fournit la logique culturelle à la colonisation. Dans le cadre de l'évolution de l'historiographie chinoise, les Tibétains et d'autres minorités dites nationales sont loin derrière et doivent donc être civilisés par les Han plus avancés. Sur un autre plan, ce stéréotype négatif renforce le pouvoir de la haine raciale et crée la possibilité de la discrimination raciale dans tous les domaines de la vie sociale, politique et économique.
Pour Mikel Dunham, ce film est un chef-d'œuvre de la propagande communiste chinois, un film de révisionnisme historique.
Warren W. Smith estime que le film a fabriqué un mythe. Selon lui, le film couvre tous les grands thèmes de la propagande chinoise sur le Tibet. Les serfs étaient exploités et réprimés sans pitié. Il n'y avait que travail et oppression et souffrance dans leur vie. Tous les Tibétains étaient des serfs, sauf les seigneurs, leurs agents, les lamas et les moines. Les seigneurs féodaux et les lamas étaient mauvais sans limite et totalement dénués de compassion dans leur traitement des serfs. Le thème de cette propagande est que le Tibet était un enfer implacable sur Terre pour les serfs, qui sont la majorité de la population et ont été réprimés par une infime minorité de propriétaires et de lamas rapaces. Les serfs ont été libérés par l'héroïque et bienveillante APL, et les Tibétains, à quelques exceptions près, sont éternellement reconnaissants à l'APL et au gouvernement chinois pour leur libération. La propagande simpliste du film se reflète dans l'opinion de nombreux Chinois sur le Tibet. Cette opinion dérivée de la propagande chinoise, comme ce film, est devenue plus qu'une opinion ou une idéologie, elle forme maintenant essentiellement une mythologie chinoise sur le Tibet. Puisque cette mythologie est intimement liée à l'idéologie anti-impérialiste des communistes chinois, la plupart des Chinois sont grandement offensés par toute contestation de cette version de l'histoire. Même ceux qui ont abandonné l'idéologie marxiste s'accrochent encore à l'idéologie anti-impérialiste au sujet du Tibet. Abandonner cette idéologie voudrait dire qu'ils n'étaient pas les libérateurs des Tibétains du féodalisme et de l'impérialisme étranger, mais étaient eux-mêmes des impérialistes.